# Revenge (canção de XXXTentacion)
"Revenge" (originalmente intitulado como "Garette's Revenge"), é um single do rapper, cantor e compositor americano XXXTentacion. A canção foi lançada em 18 de maio de 2017 para download digital tendo o lançamento foi feito pela Empire Distribution. É o primeiro single de seu álbum de estreia, intitulado 17. Essa música foi dedicada a uma amiga do rapper, Jocelyn Flores, que cometeu suicídio em 29 de maio de 2017.

## Desempenho nas tabelas musicais
| Tabela musical (2017)                        | Melhor posição |
| -------------------------------------------- | -------------- |
| Canadá (Canadian Hot 100)                    | 80             |
| Estados Unidos (Billboard Hot 100)           | 77             |
| Estados Unidos (Billboard R&B/Hip-Hop Songs) | 37             |
| Itália (FIMI)                                | 69             |
| Nova Zelândia (Recorded Music NZ)            | 4              |

| Tabela musical (2022)                     | Melhor posição |
| ----------------------------------------- | -------------- |
| República Checa (Singles Digitál Top 100) | 89             |
| Lituânia (AGATA)                          | 17             |
| Países Baixos (Single Tip)                | 27             |
| Eslováquia (Singles Digitál Top 100)      | 64             |
| Indie do Reino Unido (OCC)                | 16             |